# Rain Dogs
Rain Dogs è il nono album del cantautore statunitense Tom Waits, pubblicato nel 1985 dalla Island Records.

## Descrizione
Interamente scritto e prodotto da Tom Waits, l'album conferma il passaggio, già palesatosi nell'album precedente Swordfishtrombones del 1983, da un jazz-blues da nightclub a sonorità più dinamiche e sperimentali, con incursioni folk e rock. Il disco trascina in atmosfere notturne, stravolte, raccontando di esistenze che si perdono ai margini della società. Temi che resteranno cari all'autore per il resto della carriera. 
Rain Dogs è sicuramente uno dei lavori più rappresentativi del musicista di Pomona, dove la suggestione di contaminazioni e ritmi a volte così diversi, riesce comunque a determinare grande compattezza.
Il disco è un concept album su i "diseredati della strada", tema molto vicino alla sua poetica.
Comprende la partecipazione di chitarristi del calibro di Keith Richards e Marc Ribot, ed è noto per il suo variegato spettro di stili musicali. È definito da Rolling Stone: "Una fusione di Kurt Weill, integrità pre-rock dei vecchi blues sporchi, in uno stile americano singolarmente idiosincratico".
La rivista Rolling Stone l'ha inserito al 397º posto della sua lista dei 500 migliori album.

## Tracce
1. Singapore - 2:46
2. Clap Hands - 3:47
3. Cemetery Polka - 1:51
4. Jockey Full of Bourbon - 2:45
5. Tango Till They're Sore - 2:49
6. Big Black Mariah - 2:44
7. Diamonds and Gold - 2:31
8. Hang Down Your Head - 2:32 - (Tom Waits, Kathleen Brennan)
9. Time - 3:55
10. Rain Dogs - 2:56
11. Midtown - 1:00 - (strumentale)
12. 9th & Hennepin - 1:58
13. Gun Street Girl - 4:37
14. Union Square - 2:24
15. Blind Love - 4:18
16. Walking Spanish - 3:05
17. Downtown Train - 3:53
18. Bride of Rain Dog - 1:07 - (strumentale)
19. Anywhere I Lay My Head - 2:48